# 空洞化
空洞化（くうどうか）とは、周辺部を残して中心部が欠落し、中央部が空洞となること。またその結果、実質を失って外形だけが残ること。本項では、経済・産業分野における産業空洞化（さんぎょうくうどうか、英: de-industrialization）について述べる。産業空洞化は経済におけるグローバリゼーション、企業のグローバル化と密接な関連がある。
市街地の空洞化については、ドーナツ化現象を参照のこと。

## 日本
日本では、以下のような産業空洞化に関する議論が起きている。
1. 1980年代後半、プラザ合意による円高を背景とした国内工場移転[3]。
2. 1990年代、円高を背景とした国内工場移転[3]。
3. 2000年代、WTO加盟を契機に、コスト削減のため企業のグローバル化が進み、「世界の工場」として急速に台頭した中国など新興国への国内工場移転[3]。
4. 2010年代、電子・電気製品に代表される競争力喪失[4]。
5. 2010年代、世界金融危機により各国の中央銀行が大規模な量的金融緩和を行ったのに対し、日本銀行による量的金融緩和が相対的に不足したために起きた円高を背景とした産業空洞化議論。

### 製造業の海外生産比率
内閣府の調査によると、日本の製造業の海外生産比率は、1985（昭和60）年度は3.0%であったが、1990（平成2）年度は6.4%に達し、2009（平成21）年度は17.8%となっている。特に、これまで日本の輸出の大勢を占めてきた自動車等の輸送用機械や電気機器の海外生産比率が他の産業と比べて高くなっている。
「中国の安い人件費によって日本の産業は空洞化してしまう」という議論について、経済学者の伊藤修は、リカードの比較生産費説を根拠に「（中国への）『全面敗退』はありえない。実際に中国は日本から巨額の輸入をしている」と主張していた。
産業空洞化による問題点としては、国内における雇用機会の喪失、地域産業の崩壊、技能ノウハウを生む生産現場の劣化、貿易黒字を生む国際競争力の減退・喪失といった影響が挙げられる。
産業空洞化による問題は産業構造の転換によって解決できるという主張もある。
実証研究で、産業間の移動が激しいほど経済が成長するという統計もある。伊藤修は「日本経済全体で見れば、ある産業が縮小しても他の産業が代わりに拡大するため、空洞化に直結しない。問題は、縮小する産業から拡大する産業に労働力などが、容易に移動できないことである」と指摘している。大和総研は「技術革新によって空洞化の痛みは和らぎ、産業構造の転換が実現可能となる」と指摘している。

### 影響
- 地域産業の崩壊
  - 経済のグローバル化により、製造業も生産拠点の海外移転など「適地適産」の傾向を強めた。日本の地方にあった、中心となる企業の工場とその周辺に関連産業が立地する垂直分業体制は、生産拠点の海外移転により打撃を受けた。特に一企業への依存度が高いいわゆる「企業城下町」や、特定業種の地場産業が集積する地方都市における雇用への影響は深刻なものがある。
- 競争力の低下
  - 短期的には利益が出ても、長期的に見れば技術流出を促すことになる。海外移転の結果、日本は科学大国としての地位を失った[9]。

## アメリカ
世界最大の市場規模を誇るアメリカにおいても、グローバリゼーションにより製造業の空洞化を招いた。そのため、ベンチャー企業が開発した新しい商品を作ろうにも、生産どころか試作品すら作れないという状態が見られる。アメリカでも主な工場の移転先は中国で、電子機器や家具など広範な産業が海外へ移転した結果、設備等の生産能力や、人材等の品質管理能力は大きく失われた。一方で、2000年代後半にはドル安、原油高、主な競争相手である中国の人件費の増加により、以前よりも相対的に価格競争力が強くなっている。

## 対策
マクロ的に見た場合、「産業は置き換わりの歴史であり、空洞化するべきものは空洞化させ、それに代わる産業を興せば問題は解決する」という見方がある。空洞化現象は、先進国として避けることのできないものであり、これを前向きに受けとめ、産業構造の転換を積極的に図っていくしか道はないとされる。いわゆる「ウィンブルドン現象」は好ましくないとの見方もあるが、外国企業も含めて新しいものが入り、古いものが出ていく新陳代謝が活発に行われる必要がある。
空洞化論議があった米国では、ローテクや第一次産業に頼っていた地域が地方の経済の構造を変えていく努力を行い、サイエンス・パーク、あるいはリサーチ・パークなどによる産業の高度化が図られた。また、日本企業の進出に対する警戒論が支配的だった中で、数十の州が日本に連絡事務所を設置して積極的な誘致を行った。また、欧米では地域が危機感を持って、自らの地域は自らで立て直す努力を行い、人の誘致も図るべく生活の質、QOLを高め、人々が暮らしやすい環境を形成していくことに努めた。
政策オプションとしては、以下のものが考えられる。
1. 国内立地企業が競争力を発揮しうるための環境整備（税制、雇用制度、労働力の流動化促進など）[要出典]
2. 国内での新規産業の創出[要出典]
3. 海外からの企業・産業の誘致[要出典]
4. 「国としての重要な技術・産業」を決め、そこに人材や教育、金融など最大の知識・人材・経済的支援を重点的に投下[要出典]
5. 日本銀行による世界水準並みの量的金融緩和[要出典]